# 佐々木丙二
佐々木 丙二（ささき へいじ、1899年（明治32年）3月15日 - 1945年（昭和20年）9月1日）は、日本海軍の軍人。海軍兵学校48期。太平洋戦争末期のミンダナオ島防衛戦において、第32特別根拠地隊ザンボアンガ派遣隊長兼第33警備隊副長として戦死。最終階級は海軍中佐。五・一五事件を契機に予備役に編入され、満州国軍政部に籍を置いた時期もあった。

## 生涯

### 海軍兵学校卒業まで
広島県広島市出身。代々広島藩の上士の家系。広島高等師範学校附属中学校（現：広島大学附属中学校・高等学校）を卒業し、1917年（大正6年）江田島の海軍兵学校(48期)に進んだ。卒業直前に、宮中御内儀として明治天皇の皇后（昭憲皇太后）に仕えた叔母マチと養子縁組した。同期に井上良雄少将、加藤良之助少将、神重徳少将らがいる。1920年（大正9年）7月、同校を卒業し、海軍少尉候補生として、軍艦「磐手」にて7カ月半の練習艦隊遠洋航海（寄港地：江田内（江田島）～鳥羽～呉～横須賀～鳥羽～基隆～馬公～香港～シンガポール～コロンボ～ダーバン～ケープタウン～リオデジャネイロ～サントス～モンテビデオ～バイアブランカ～ブンタアレナス～タルカワーノ～バルパライソ～イキーケ～カヤオ～タヒチ～トラック～サイパン～母島～父島～横須賀）。なお、後に五・一五事件の黒幕とも言われ、満州で同時期に活動することになる小林省三郎中佐（当時）が磐手副長として乗艦しており、佐々木と小林はこの航海で邂逅した。

### 戦前の艦隊勤務
1921年（大正10年）6月、海軍少尉任官。戦艦「長門」、戦艦「山城」乗組を経て、海軍砲術学校、海軍水雷学校を卒業し、巡洋艦「阿蘇」、「第三号掃海艇」艤装員・乗組。1923年（大正12年）の関東大震災においては震災救護任務に従事。海軍中尉となった後、測量艦「松江」の分隊長を経て、横須賀鎮守府の横須賀海兵団の分隊長兼教官となった。
1926年（大正15年）12月、海軍大尉となり、翌年、第一遣外艦隊司令部附として、巡洋艦「利根」に乗艦。戦艦「扶桑」、特務艦「隠戸」、戦艦「伊勢」の分隊長を経て、1931年（昭和6年）11月2日、樅型駆逐艦「薄」艦長兼「蔦」艦長となり、順調に海軍将校の道を歩んでいた。
当時日本海軍は、中華民国において国民党の北伐以降治安が悪化していた上海租界の居留民の警護を目的として、上海陸戦隊を駐留させていたが、1932年（昭和7年）1月18日に発生した上海日本人僧侶襲撃事件をきっかけとした上海事変に対応し、1932年（昭和7年）1月21日、第15駆逐隊（司令：神山徳平中佐）所属の「薄」は「萩」「藤」「蔦」および軽巡洋艦「大井」と共に呉から上海へ出征。陸戦隊一個中隊109名を上陸させ、列国とともに上海租界の防衛強化の任に当たっていた。
しかし、1932年（昭和7年）5月15日に発生した五・一五事件に連座し、5月30日に同艦長を免ぜられ、第二遣外艦隊の海防艦「対馬」砲術長を命ぜられたが、わずか一週間でその任を解かれ、予備役に編入された。

### 満州国時代

#### 軍政部艦政課
1932年（昭和7年）7月、同年3月に建国されたばかりの満州国に渡り、軍事行政機関である軍政部艦政課に出仕、同年4月に創設された満州国軍、特に江防艦隊の整備などに尽力した。江防艦隊は、北満三江（松花江、黒竜江、烏蘇里江）の満ソ国境警備用水上部隊として編成され、河川流域の匪賊や反吉林軍、馬占山の討伐などに活躍した。
なお、当時の日本海軍は、1931年（昭和6年）9月18日に勃発した満州事変中の1932年（昭和7年）1月27日、小林省三郎少将を首席とする満州海軍特設機関を奉天に設置、さらには1933年（昭和8年）4月1日、同機関を小林を司令官とする駐満海軍部に格上げし、新京に常駐させ、日本陸軍（関東軍）と作戦上の連携を図っていた。また、満州国軍の軍事顧問および軍事教官として、駐満海軍部参謀長の伊藤整一大佐が軍政部顧問、川畑正治少佐が江防艦隊の指導にあたっていた。

#### 軍政部軍事調査部
1933年（昭和8年）5月31日、関東軍と中国軍との間で締結された塘沽協定により満州事変停戦が成立し、満州国の領土が確定したが、その後も満ソ国境紛争が絶えなかったため、関東軍は満州国軍政部に対して、約4,000キロメートルに及ぶ満ソ国境全線の兵要地誌調査を命じ、4班の調査隊が編成された。
艦政課から軍事調査部に転じ、調査隊第2班の班長となった佐々木は、1937年（昭和12年、康徳4年）6月19日の乾岔子島事件勃発当日、興凱湖を起点に、烏蘇里江を北上、その後虎頭（虎林）、饒河、撫遠等を経て、黒竜江に入り、これを遡航して黒河に達し、40数日に及ぶ危険な調査任務を無事完了させた（調査隊第1班は班長の法亢盛孝陸軍上尉以下全員が戦死を遂げた）。調査結果は、張鼓峰事件、ノモンハン事件と続く関東軍の対ソ作戦計画に使用された。
その後、1938年（昭和13年）6月、佐々木以下数名がハルピンを出航し、松花江を下り、同江－漠河間を往復調査し、第2回調査を完了させた。途中、匪賊の襲撃や、護衛の砲艇「恩民」の破壊事件なども発生した。
同年11月15日の駐満海軍部廃止に伴い、佐々木は満州国軍政部を辞職し、満州を引き揚げた。日本海軍の満州国撤収は日本陸軍との対立が原因とされており、「江防艦隊」は満州国陸軍に編入、「江上軍」として改組され、関東軍から軍事顧問を送り込んだが、士気も戦力も著しく低下した。

### 太平洋戦争（大東亜戦争）

#### アリューシャン攻略作戦
1940年（昭和15年）10月、充員招集により現場復帰し、特設砲艦「福山丸」、同「朝海丸」の砲艦長兼務となった。
真珠湾攻撃による開戦直後の1941年（昭和16年）12月25日、特設砲艦「まがね丸」砲艦長を命ぜられ、第五艦隊麾下で作戦行動に従事。
1942年（昭和17年）5月5日には、MI作戦（ミッドウェー作戦）と同時並行で展開されたAL作戦（アリューシャン作戦）に参加した。当初はアッツ攻略部隊に編成されていたが、ミッドウェー海戦敗北の影響により、キスカ攻略部隊に編入され、占領に成功したキスカ島への武器弾薬輸送及び機雷敷設を行った。

#### フィリピン・ホロ島
1943年（昭和18年）6月、第32特別根拠地隊（32特根）（司令部：ミンダナオ島ダバオ）ホロ派遣隊長としてホロ島に着任した。同年4月、山本五十六連合艦隊司令長官がブーゲンビル島上空で戦死し、同年5月、アッツ島で守備隊が全滅して大本営が初めて玉砕の表現を使った直後の時期のことである。
ホロ島はフィリピンの南西部、ボルネオ島とミンダナオ島の間に連なるスールー諸島の中央に位置し、16世紀以来のスペイン、アメリカの支配に対し、ムスリムであるモロ族によるゲリラ活動が活発な地域であった。
佐々木は、タラカン島油田に近いタウィタウィに連合艦隊の泊地を建設するため、モロ族兵士で構成される義勇隊によってゲリラを掃討し、ホロ島さらにはタウィタウィ島、サンガサンガ島、ボンガオ島、シムヌル島などスールー諸島全域を平定した。

#### フィリピン・ミンダナオ島ザンボアンガ
1944年（昭和19年）6月、マリアナ沖海戦の敗北で連合艦隊は空母部隊による戦闘能力を喪失し、タウィタウィ泊地の維持の必要性がなくなったため、同年8月、佐々木はザンボアンガ派遣隊長として、ホロ島からミンダナオ島へ転任し、在留邦人婦女子の内地引き揚げを成功させた。その後、ボンガオからザンボアンガへ転進してきた第33警備隊（33警）司令承命服務により33警副長を兼務。
また、ムスリムであるモロ族のスルタンや有力ダトゥと良好な関係を築き、ラナオ州、コタバト州、ザンボアンガ州、スールー州などのモロ族による民族自決の独立国家建設を目指し「回教徒連盟」（ムスリム連盟）の結成に尽力したが、1945年（昭和20年）3月のアメリカ軍上陸による戦況悪化により実現しなかった。ミンダナオ島防衛戦の緒戦におけるザンボアンガ海軍部隊の敢闘に対し、豊田副武連合艦隊司令長官は特に賞詞を贈って偉勲を讃えたが、同年4月26日以降は32特根ダバオ司令部との通信連絡が途絶。持久戦の末、大東亜戦争終結ノ詔書発布後の同年9月1日、同地にて戦病死したとされる。4,120名いたザンボアンガ海軍部隊兵力（同年3月10日現在人員）が、終戦時収容人員は271名となっていた。
なお、当時のザンボアンガ派遣隊司令部は、現在サンボアンガ市庁舎として使用されている。

## 人物
- 1932年（昭和7年）の端午の節句、上海事変直後に、上海市内を流れる黄浦江において、艦長を勤めていた駆逐艦「薄」のメインマストに大きな鯉幟を掲揚し、「日本男児ここにあり」の意気を示したとのエピソードが残っている[41]。

- 初期の満州国軍は予備役将校を招聘し「応聘武官」として援助指導にあたらせていたが、1933年（昭和8年）6月に応聘武官制度が廃止となり、応聘武官は満州国軍の日系軍官に任用されることとなった。佐々木は皇軍である日本海軍を離れ、満州国の軍人となることを願わず、満州国を去った[42]。満ソ国境の兵要地誌調査を進めていた満州国軍政部は、貴重な人材を失うに至った[43]。

- 満州撤収後、佐々木は4カ月余り青島に滞在し、伊達順之助からの要請で連携を模索したが、結果的に思想が合わず、日本へ帰国した[44]。

- 帰国後、1939年（昭和14年）に佐々木が東京銀座の電通ビルにて「海洋研究所」を開設した際、五・一五事件関係者の村山格之、林正義らが参画した[45]。

- まがね丸砲艦長時代、父島方面から母港である横須賀港へ帰港した際、繋留作業中にボートが転覆し、一等水兵が行方不明になる事故が発生したが、佐々木は一度も上陸せずに捜索を陣頭指揮し、5日後に遺体を発見。出港準備中にもかかわらず、急遽の収容作業から三等兵曹特進の申請手続まで奔走したため、乗組員の士気はますます高揚したとのエピソードが残っている[46]。

- 32特根時代の佐々木は、スールー州知事のオンブラ・アミルバンサ（Sultan Ombra Amilbangsa）やモロ族の有力ダトゥと良好な関係を築き、彼らの間では「マース・コマンデル」（長老司令官という意味）と呼ばれていた[47]。オンブラ・アミルバンサは、シムヌル島のダトゥ・アミルバンサの息子で、スールー王国のスルタン（サルタン）であったジャマルル・キラム2世の女婿となったが、子のいないキラム2世が1936年に死亡した後に継承権を主張し、スルタンを名乗った人物[48]。当時の日本人から「サルタン・オンブラ」と呼ばれていた[49]。

- 「回教徒連盟」結成に尽力した佐々木が離任した後のホロ島は、陸軍の独立混成第55旅団[50]が統治したが、モロ族との関係は著しく悪化した。同旅団は、1945年（昭和20年）4月に上陸したアメリカ軍の徹底した掃討戦とモロ族のゲリラ攻撃により玉砕した。飢餓と病気により生存者は捕虜と投降者を合せて135名とされる[51]。なお、戦後は独立国家建設を求めるモロ民族解放戦線（MNLF）、モロ・イスラム解放戦線（MILF）などがフィリピン政府と衝突を繰り返し、現在もアブ・サヤフ（ASG）などの反政府イスラム武装勢力がゲリラ活動を行っている。

## 「五・一五事件」との関係
- 佐々木丙二が五・一五事件を契機に予備役に編入された直接的な要因は、犬養毅首相官邸襲撃隊の一人であった村山格之が、佐々木が艦長を勤めていた駆逐艦「薄」の乗組士官であったこととされるが、佐々木自身も事件関係者に近い思想を持ち、青年将校による昭和維新運動に理解を示していたと考えられる[52]。

- 佐々木は、海軍文庫所蔵の「特高警察調査の海軍士官ブラックリスト（昭和11年1月調）」に「予大尉　佐々木丙二　新京軍政部艦政課員」として記載されている。同リストには、五・一五事件関係者や海軍の革新派青年士官による同志組織である王師会のメンバー[53]が多数記載されているほか、南雲忠一、真崎勝次、山下知彦、石川信吾、加来止男、源田実、小園安名ら合計68名が記載されている[54]。

- 在満中の佐々木は、伊藤亀城、大庭春雄ら複数の五・一五事件関係者を新京の自宅に寄宿させていた[55]。

| 氏名     | 事件前の軍務等                                             | 事件当日の行動                       | 判決                           | 事件後の佐々木との関係                               |
| -------- | ---------------------------------------------------------- | ------------------------------------ | ------------------------------ | ---------------------------------------------------- |
| 三上卓   | 海軍中尉（海兵54期）、巡洋艦「妙高」乗組                   | 第一組：首相官邸襲撃・犬養毅首相殺害 | 反乱罪・禁錮15年               | 横須賀海軍刑務所に佐々木の妻が面会に行き、筆墨を贈る |
| 古賀清志 | 海軍中尉（海兵56期）、霞ヶ浦海軍航空隊付                   | 第二組：内大臣官邸襲撃・警視庁襲撃   | 反乱罪・禁錮15年               | 青島及び東京で一時同居                               |
| 黒岩勇   | 予備役海軍少尉（海兵54期）                                 | 第一組：首相官邸襲撃・犬養毅首相殺害 | 反乱罪・禁錮13年               | ―                                                    |
| 中村義雄 | 海軍中尉（海兵56期）、霞ヶ浦海軍航空隊付                   | 第三組：立憲政友会本部襲撃           | 反乱罪・禁錮10年               | ―                                                    |
| 山岸宏   | 海軍中尉（海兵56期）、横須賀鎮守府付                       | 第一組：首相官邸襲撃                 | 反乱罪・禁錮10年               | 弟（特務機関員）・姉（婦人公論記者）が新京の家に宿泊 |
| 村山格之 | 海軍少尉（海兵57期）、駆逐艦「薄」乗組（艦長：佐々木丙二） | 第一組：首相官邸襲撃                 | 反乱罪・禁錮10年               | 海洋研究所に参加                                     |
| 伊藤亀城 | 海軍少尉（海兵57期）、佐世保鎮守府付                       | 上海陸戦隊で戦傷し入院中             | 反乱予備罪・禁錮2年執行猶予5年 | 新京の家に居候                                       |
| 大庭春雄 | 海軍少尉（海兵57期）、潜水母艦「駒橋」乗組                 | 佐世保                               | 反乱予備罪・禁錮2年執行猶予5年 | 新京の家に居候                                       |
| 林正義   | 海軍中尉（海兵56期）、佐世保鎮守府付                       | 佐世保                               | 反乱予備罪・禁錮2年執行猶予5年 | 海洋研究所に参加                                     |
| 塚野道雄 | 海軍大尉（海兵47期）                                       | 佐世保                               | 反乱予備罪・禁錮1年執行猶予2年 | 新京の家に来宅                                       |